# Basilica van Maxentius
De Basilica van Maxentius (Latijn: Basilica Maxentii, Basilica Constantini of Basilica Nova) is een basilica in Rome, gebouwd in opdracht van keizer Maxentius. De bouw startte in 308, maar werd voltooid door Constantijn de Grote nadat hij zijn rivaal Maxentius in 312 had verslagen in de Slag bij de Milvische Brug. De basilica was het centrum voor rechtspraak en burgerlijke zaken. Hij is gebouwd op de heuvel Velia, op de plaats waar eerder de Pepermarkt was, en ligt aan het Forum Romanum.
De drieschepige basilica stond op een enorm podium van 100 × 65 meter en mat zelf 80 × 57 m. Hij had een middenschip van 80 m lang, 25 m breed en 35 m hoog. Aan weerskanten hiervan waren zijbeuken van 16 m breed en 24,50 m hoog. De zijbeuken werden door enorme bogen in drieën gedeeld. Deze bogen steunden op grote pijlers. Daarvoor en in de hoeken stonden 8 enorme monolithische zuilen, waarvan er één is bewaard als Mariazuil voor de Santa Maria Maggiore. De vloer was bekleed met verschillende soorten gekleurd marmer. De muren, die tot wel 6 m dik zijn, waren gemaakt van beton met baksteen.
De hoofdas lag oorspronkelijk in de lengterichting, parallel aan de Via Sacra. Aan de kant van het Colosseum was een 8 m diepe voorhal over de hele breedte van het gebouw met 5 ingangen naar de basilica. Aan de achterkant bevond zich een apsis, waarin Constantijn een 12 m hoog beeld van zichzelf liet plaatsen, waarvan het hoofd, een hand en een voet bewaard worden op de binnenplaats van de Capitolijnse Musea. Constantijn veranderde de oriëntatie van het gebouw 90° en maakte een nieuwe hoofdingang in de zijbeuk aan de Via Sacra en een apsis in de tegenoverliggende zijbeuk.
Nu staat alleen nog de noordelijke zijbeuk overeind met zijn enorme tongewelven met cassettenplafond. Hierdoor kan men een goede indruk krijgen van de enorme omvang die het gebouw had. Het bouwkundige voorbeeld vormden niet de oudere basilica's, waarin het dak door een grote hoeveelheid zuilen werd gedragen, maar de hallen van de grote thermencomplexen.

## Referentie
- S. Platner, A Topographical Dictionary of Ancient Rome, Londen 1929, art. Basilica Constantini